# Canasubigi
Canasubigi ou cana subigi (em grego medieval: Κα[ν]α συβιγη; romaniz.: Kan[n]a subigi), como o termo aparece nas inscrições protobúlgaro-gregas, era um título nobre entre os búlgaros antigos.

## História
O título de cã (khan) para os primeiros monarcas protobúlgaros é uma suposição modernos, pois apenas a forma canasubigi ou "canasibigi" (kanasybigi) é atestada em inscrições gravadas em pedra. Os historiadores presumem que o termo inclui a palavra khan em sua forma arcaica, cana (kana), e, para o título canasubigi, há evidências que suportam que ele teria sido utilizado na Bulgária na época. Como exemplo, o nome de um dos monarcas protobúlgaros, Pagão (Pagan), aparece no chamado Breviário do patriarca Nicéforo como Campagano (em grego: Καμπαγάνος; romaniz.: Kampaganos), provavelmente uma transcrição errônea da frase "cã Pagão". Entre as traduções propostas para canasubigi estão "senhor dos exércitos", derivada da frase túrquica reconstruída *sü begi, atestada em paralelo em túrquico antigo na frase sü baši e, mais recentemente, "(governante) vindo de Deus", do indo-europeu *su- e baga-, ou seja, *su-baga (equivalente à frase grega ὁ ἐκ Θεοῦ ἄρχων - ho ek Theou archon - que é bastante comum em inscrições protobúlgaras).
O título presumivelmente persistiu entre os protobúlgaros até a adoção do cristianismo. Algumas inscrições escritas em grego e, posteriormente, em eslavônico se referem ao monarca búlgaro respectivamente pelo título grego de arconte ou o eslavo knyaz (príncipe).